# 向量数据库
向量数据库（Vector database）、向量存储或向量搜索引擎是一种能够存储向量（固定长度的数值列表）及其他数据项的数据库。向量数据库通常实现一种或多种近似最近邻（Approximate Nearest Neighbor，ANN）算法，使用户可以使用查询向量搜索数据库，以检索最匹配的数据库记录。
向量是数据在高维空间中的数学表示。在这个空间中，每个维度对应数据的一个特征，维度的数量从几百到几万不等，具体取决于所表示数据的复杂性。向量在该空间中的位置代表其特征。单词、短语或整篇文档，以及图像、音频和其他类型的数据，都可以被向量化。
这些特征向量可以通过机器学习方法从原始数据中计算得到，例如特征提取算法、词嵌入或深度学习网络。其目标是使语义相似的数据项具有彼此接近的特征向量。
向量数据库可用于相似性搜索、语义检索、多模态搜索、推薦系統、大型语言模型（LLM）、物体识别等。
向量数据库也常用于实现檢索增強生成（RAG），这是一种提高大型语言模型在特定领域响应能力的方法。RAG的检索组件可以是任何搜索系统，但最常见的实现方式是向量数据库。首先，收集描述目标领域的文本文档，并对每个文档或文档片段计算特征向量（称为“句子嵌入”），通常使用深度学习网络进行计算，并将其存储在向量数据库中。当用户提供查询时，首先计算该查询的特征向量，并在数据库中进行搜索，以检索最相关的文档。然后，这些文档会自动添加到大型语言模型的上下文窗口中，模型基于这个上下文生成对用户查询的响应。